# Georg Auernheimer

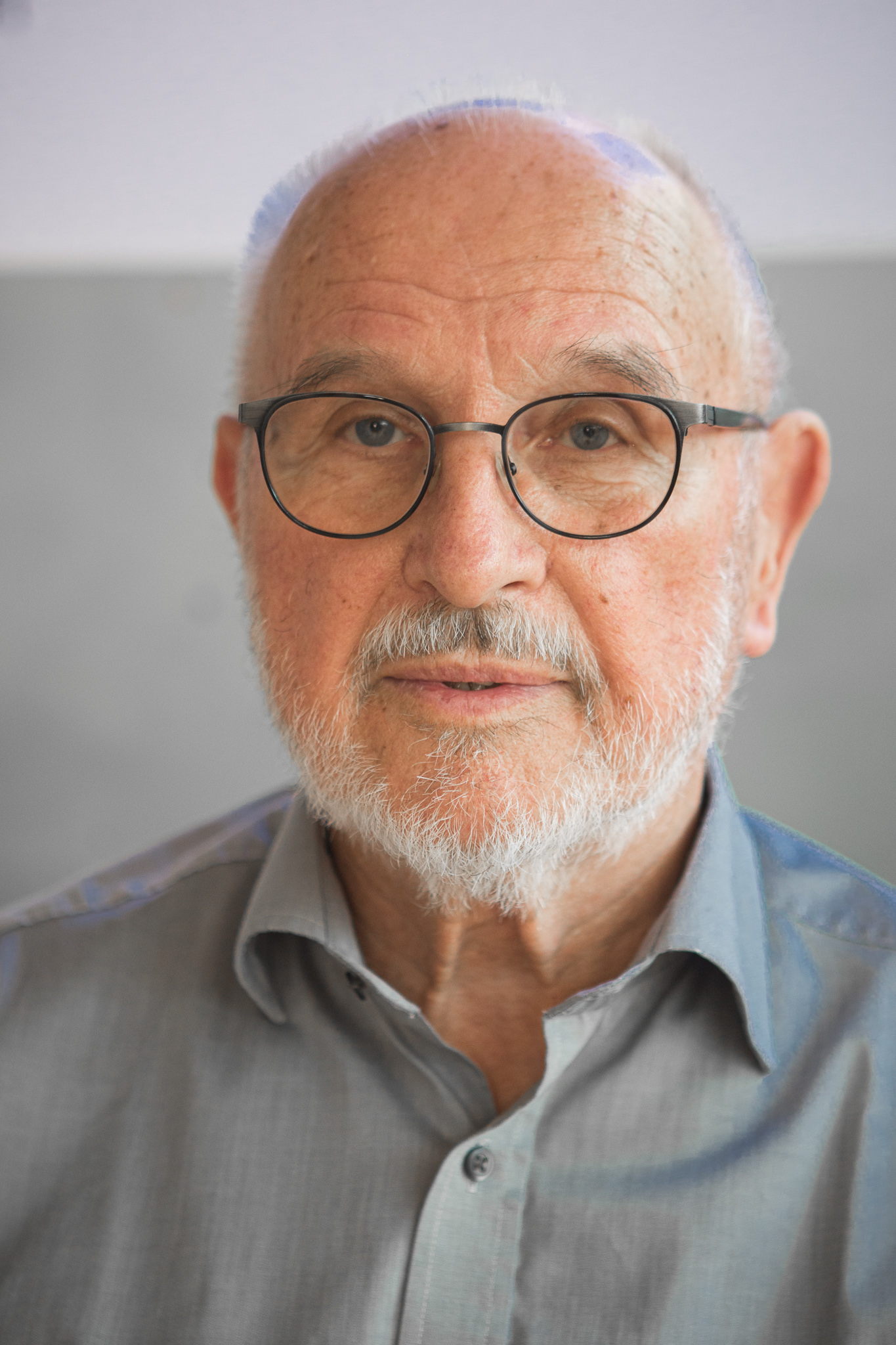
Georg Auernheimer

Georg Auernheimer (* 12. November 1939 in Trostberg) ist ein deutscher Erziehungswissenschaftler. Er war bis zu seiner Emeritierung Professor für Interkulturelle Pädagogik an der Humanwissenschaftlichen Fakultät der Universität zu Köln. Auernheimer war Mitbegründer der dortigen Forschungsstelle für interkulturelle Studien (FiSt), die 1996 an der damaligen Erziehungswissenschaftlichen Fakultät (heute Humanwissenschaftliche Fakultät) ins Leben gerufen wurde.
Seine Arbeitsschwerpunkte sind die theoretischen Grundlagen interkultureller Bildung –, eingebettet in eine kritische Theorie von Bildung generell –, ein Konzept interkultureller Kompetenz auf der Basis eines heuristischen Modells für die Interpretation interkultureller Kommunikationssituationen, außerdem Analysen des Bildungssystems und Fragen zur Schulqualität.

## Leben
Georg Auernheimer wurde in Oberbayern als Sohn von Maria Auernheimer, geborene Lang, und Georg Auernheimer, einem technischen Angestellten, geboren, an der Pädagogischen Hochschule München zum Volksschullehrer ausgebildet und wurde 1969 an der Universität München mit der Arbeit Erziehungswissenschaft contra Pädagogik zum Doktor der Philosophie promoviert. Nach Beschäftigung als wissenschaftlicher Mitarbeiter von 1967 bis 1969 an der Universität Wien und von 1969 bis 1972 an der PH Rheinland war er 1972 bis 1995 Professor für Erziehungswissenschaft an der Philipps-Universität Marburg. 1995 folgte Auernheimer dem Ruf auf die Professur für Interkulturelle Pädagogik an der Universität Köln, die er bis zu seiner Emeritierung im März 2005 innehatte.  Von 2009 bis 2018 nahm er Lehraufträge an der Universität Salzburg wahr.
Angeregt durch seine dortigen Vorlesungen im Studiengang Global Studies hat sich Auernheimer nach 2010 der politischen Publizistik zugewandt.
Auernheimer veröffentlichte 1990 die erste Einführung in das Fachgebiet der Interkulturellen Pädagogik.

## Werk und Thematik
Gleichheit und Anerkennung sind für Auernheimer die Leitmotive Interkultureller Pädagogik – Gleichheit im Sinne von gleichen (Bildungs-)chancen und Rechten, Anerkennung in erster Linie als Anerkennung der jeweiligen Selbstdefinition von Subjekten und der dafür bedeutsamen kulturellen Praktiken, Traditionsbezüge, Kollektiverfahrungen. Pädagogik kann zwar nicht Gleichheit herstellen, sollte aber das Bewusstsein für strukturelle und alltägliche Diskriminierung wecken. Deshalb muss sie nach Auernheimer strukturelle Ungleichheiten, besonders im Bildungssystem, aber auch generell in der Gesellschaft, zum Thema machen. Rassismus definiert Auernheimer mit Stuart Hall als eine Ideologie, die gesellschaftliche Verhältnisse „naturalisiert“, indem Gruppen von Menschen entweder nach scheinbaren biologischen oder nach fiktiven kulturellen Merkmalen kategorisiert werden, um damit Ungleichheiten zu rechtfertigen. Da Rassismen nur attraktiv werden, wenn sie für einzelne oder Gruppen sinnstiftend sind, also eine Interpretationsfolie für ihre Erfahrungen liefern, ist Erfahrungs- und Lebensweltbezug in der pädagogischen Arbeit wichtig. Der Weg führt nach Auernheimers Konzept über die Verunsicherung mitgebrachter Deutungen (z. B. durch Verfahren der Verfremdung) zur dialogischen Re-Interpretation der Erfahrungen im Lichte einer kritischen Gesellschaftsanalyse.
Die Störanfälligkeit interkultureller Kommunikation führt Auernheimer insbesondere auf Machtasymmetrien zurück, die maßgeblich den Rahmen (frame) der Kommunikation bestimmen. Kulturelle Differenzen sind von nachgeordneter Bedeutung. Die Förderung interkultureller Kompetenz verlangt deshalb die Sensibilisierung für Asymmetrien, die oft damit verbundenen kollektiven Erfahrungen, und die Befähigung zum positiven Framing.
Interkulturelle Bildung schließt interkulturelle Kompetenz ein, ist aber für Auernheimer notwendig auch politische Bildung, die über Ursachen von Migration, sozialer Ungleichheit etc. aufklärt. Als multiperspektivische Bildung liefert sie Anstöße, sich selbst und die eigene Gesellschaft aus dem Blickwinkel anderer Gesellschaften wahrzunehmen.
Die Beiträge zur empirischen Bildungsforschung umfassen eine der wenigen Schulfallstudien zur Überprüfung der interkulturellen Orientierung von Schulen (Auernheimer u. a. 1996), eine repräsentative Lehrer_innenbefragung zum Umgang mit interkulturellen Situationen im Schulalltag in Kooperation mit einem Team von Sozialpsychologen um Ulrich Wagner sowie eine kleine Studie über Schüler_innenbeurteilung (gemeinsam mit Cristina Allemann-Ghionda).
Theoretische Bezüge in Auernheimers bildungstheoretischen Arbeiten sind neben der pädagogischen Tradition die Psychologie der Kulturhistorischen Schule (Wygotski, Leontjew) und die Cultural Studies in der marxistischen Traditionslinie.

## Veröffentlichungen (Auswahl)

### Monografien
- Erziehungswissenschaft contra Pädagogik. 1969 (Dissertation).
- mit M. Doehlemann: Mitbestimmung in der Schule. 1971.
- Ungleichheit erkennen, Anderssein anerkennen! Ausgewählte Texte über Unterricht, (interkulturelle) Bildung und Bildungspolitik. Regener Verlag, Berlin 2010, ISBN 978-3-936014-24-2.
- Einführung in die Interkulturelle Pädagogik. 8., überarbeitete Auflage. Wissenschaftliche Buchgesellschaft, Darmstadt 2015, ISBN 978-3-534-25721-8.
- Wie Flüchtlinge gemacht werden. Über Fluchtursachen und Fluchtverursacher. Papyrossa Verlag, Köln 2018, ISBN 978-3-89438-661-0.
- Globalisierung. PapyRossa, Köln 2019, ISBN 978-3-89438-689-4
- Identität und Identitätspolitik. Papyrossa Verlag, Köln 2020, ISBN 978-3-89438-730-3.
- Wie gesellschaftliche Güter zu privatem Reichtum werden. Über Privatisierung und andere Formen der Enteignung. Neue Kleine Bibliothek 299. PapyRossa Verlag, Köln 2021, ISBN 978-3-89438-752-5.
- Der Ukraine-Konflikt: Wie Russlands Nachbar zum Kriegsschauplatz wurde. Verlag Hintergrund, Berlin, 2023, ISBN 978-3-91056-802-0.
- Die strategische Falle: Die Ukraine im Weltordnungskrieg. (Neue Kleine Bibliothek), Papyrossa Verlag, Köln 2024, ISBN 978-3-89438-822-5.
- Zweierlei Antisemitismus: Staatsräson vor universellen Menschenrechten? (Neue Kleine Bibliothek), PapyRossa Verlag, Köln 2025, ISBN 978-3-89438-857-7.

### Herausgeberschaften
- Handwörterbuch zur Ausländerarbeit. 1984.
- Migration als Herausforderung für pädagogische Institutionen. Leske & Budrich, Opladen 2001, ISBN 978-3-663-10794-1.
- Interkulturelle Kompetenz und pädagogische Professionalität. 4., durchgesehene Aufl., VS Verlag für Sozialwissenschaften, Wiesbaden 2013, ISBN 978-3-531-19930-6.
- Schieflagen im Bildungssystem. Die Benachteiligung der Migrantenkinder. 5. Auflage, VS Verlag für Sozialwissenschaften, Wiesbaden 2013, ISBN 978-3-658-01828-3.

### Studien
- Zusammen mit Rolf van Dick, Thomas Petzel, G. Sommer, Ulrich Wagner (Hrsg.): Interkulturalität im Arbeitsfeld Schule. Empirische Untersuchungen über Lehrer und Schüler. Leske & Budrich, Opladen 2001, ISBN 978-3-322-80867-7.
- Zusammen mit Viktor von Blumenthal, Heinz Stübig, Bodo Willmann: Interkulturelle Erziehung im Schulalltag. Fallstudien zum Umgang von Schulen mit der multikulturellen Situation. Waxmann, Münster 1996, ISBN 978-3-89325-444-6.